# Großsteingrab Westerweyhe
Das Großsteingrab Westerweyhe  ist eine Grabanlage der jungsteinzeitlichen Trichterbecherkultur bei Westerweyhe, einem Ortsteil von Uelzen im Landkreis Uelzen in Niedersachsen. Es trägt die Sprockhoff-Nummer 771.

## Lage
Das Grab liegt 1 km nördlich des Ortsrandes von Westerweyhe und etwa 300 m östlich der Straße nach Barum in einem Waldstück.

## Beschreibung
Das Grab befindet sich in einem sehr schlechten Erhaltungszustand. Es besitzt ein nordwest-südöstlich orientiertes Hünenbett mit einer Länge von 57 m und einer Breite von 7 m. Die Hügelschüttung erreicht noch eine Höhe von 1,6 m. Von der einstigen Umfassung ist kein Stein mehr vorhanden. Eine Reihe von Gräben, die den gesamten Hügel umgeben, lassen aber noch die ursprünglichen Standorte der Steine erkennen. Am Südostende befindet sich die Grabkammer. Auch hier ist kein einziger Stein mehr vorhanden. Bei einer 1935 durchgeführten Grabung konnte Karl Hermann Jacob-Friesen aber noch ein Bodenpflaster aus Granit-Grus feststellen.